# Arik Brauer
Arik Brauer, egentligen Erich Brauer, född 4 januari 1929 i Wien, död 24 januari 2021 i Wien, var en österrikisk konstnär och en av huvudaktörerna inom Den fantastiska realismens skola i Wien. Han var även grafiker, scenograf, sångare och lyricist.

## Liv och verk
Arik Brauer föddes i arbetarstadsdelen Ottakring i Wien som son till en judisk skomakare från Litauen och växte upp under  det nazistiska styret av Österrike. Hans far dog i ett koncentrationsläger men själv överlevde han genom att hålla sig undan i ett gömställe. Efter andra världskriget anslöt han sig till det österrikiska kommunistpartiet, Kommunistische Partei Österreichs, men vände sig snart från den kommunistiska rörelsen. Strax efter kriget och fram till 1951 studerade Brauer vid Wiens konstakademi för Robin Christian Andersen och Albert Paris Gütersloh. Under denna tid var han även medlem av organisationen Art-Club och var med om att bilda Den fantastiska realismens skola. Från 1947 studerade han dessutom sång vid en privat musikskola. Mellan 1951 och 1954 färdades han på cykel genom Europa och Afrika, något han senare skildrade i visan Reise nach Afrika (Resa till Afrika). 1954–1955 levde han som sångare och dansare i Israel och uppträdde 1956 som dansare på Raimundtheater i Wien. Året efter gifte han sig med jemenitiskan Naomi Dahabani i Israel. Paret reste sedan till Paris, där de tjänade sitt uppehälle som den israeliska sångduon Neomi et Arik Bar-Or. I Paris hade Arik Brauer sin första egna och framgångsrika konstutställning.

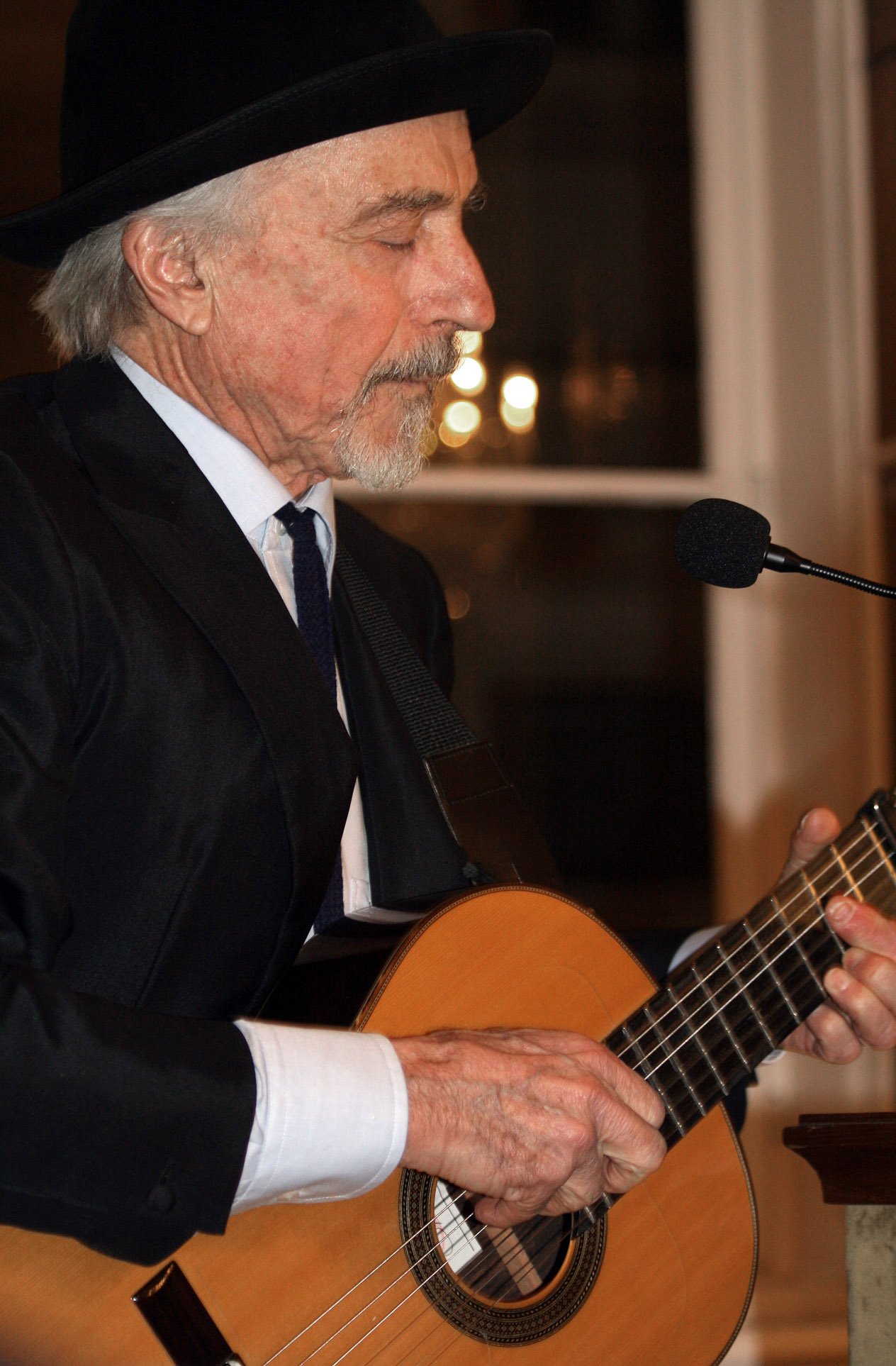
Arik Brauer i Wien 2009.

Då Brauer 1964 lämnade bohemlivet i Paris och återvände till Wien, åtnjöt konstnärerna inom Den fantastiska realismens skola redan stor popularitet. Från 1953 till 1965 pågick en vandringsutställning världen över. Vid sidan av Wien var Brauer sedan denna tid också bosatt i konstnärsbyn En Hod i norra Israel, där han av en ruin hade utformat ett konstfärdigt hus. Brauers visa Glaub nicht an das Winkelmaß und wohn in einem runden Haus ["Strunta i vinkelhaken och bo i ett runt hus"] sammanfattade Brauers uppfattning i ämnet arkitektur, en uppfattning som närmade sig Friedensreich Hundertwassers. Han hörs för övrigt sjunga just denna visa i Peter Schamonis dokumentär Hundertwasser Regentag (1972). Vid denna tid började han även göra scenografi åt bland annat Wiener Staatsoper (Medea av Luigi Cherubini, 1972) och åt operahuset Theater an der Wien (Trollflöjten av Wolfgang Amadeus Mozart, 1977; dirigent Karl Böhm). 
Brauers sångkarriär nådde sin höjdpunkt på 1970-talet med vispop på bayersk wienerdialekt 1971 och LP:n Sieben auf einen Streich (Sju på en gång, 1978). Från år 2000 uppträdde han tillsammans med sina döttrar och svärsonen Elias Meiri som Die Brauers.
Mellan 1986 och 1997 var Arik Brauer professor vid Wiens konstakademi.
1991 påbörjade han den konstnärliga utformningen av vad som kallas Arik Brauer Haus, vilket stod färdigt 1994 på Gumpendorfer Straße 134–138 i wienerstadsdelen Mariahilf.

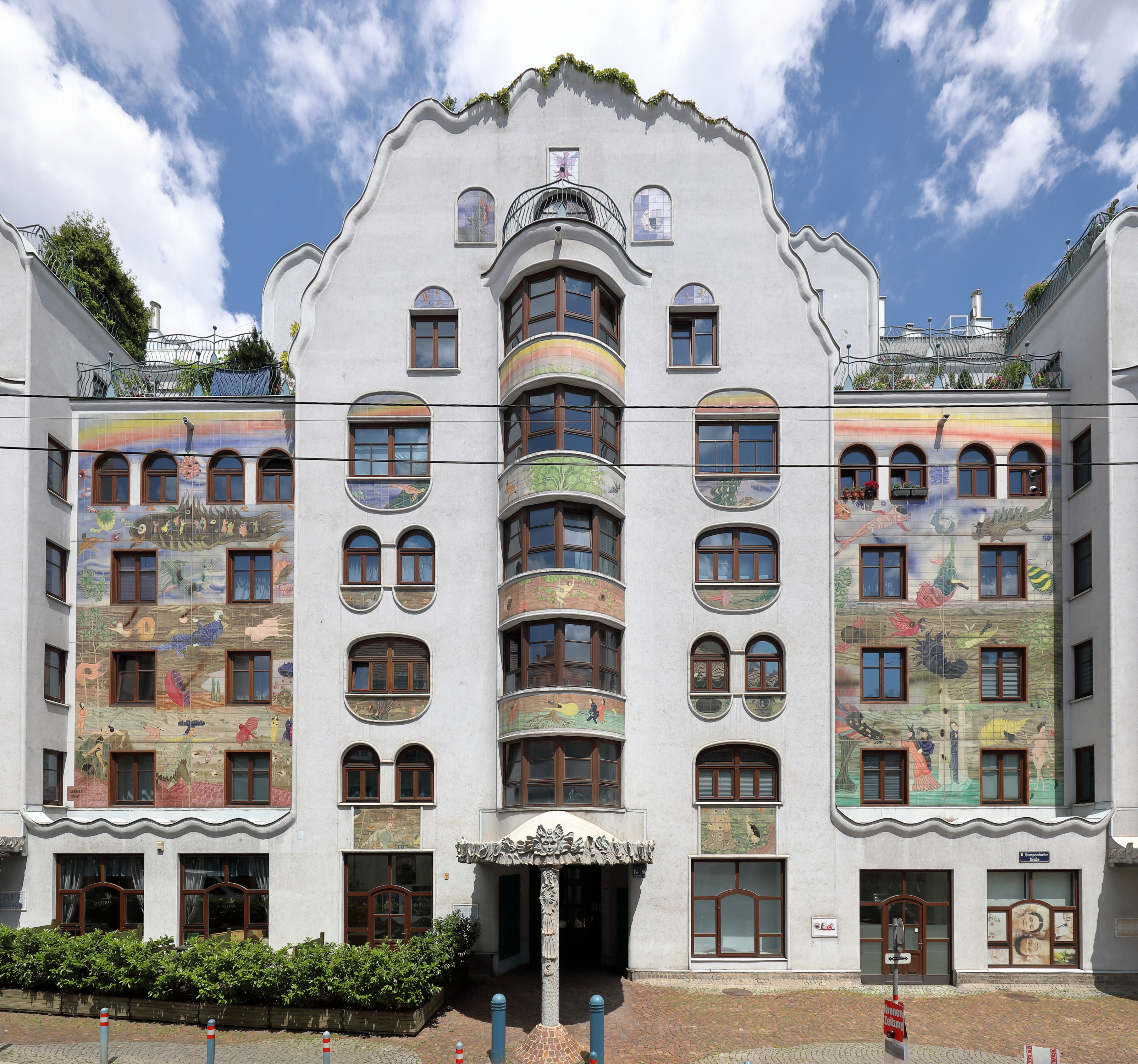
Arik Brauer Haus

Till den första utställningen av United Buddy Bears i Berlin 2002, fick Arik Brauer i uppdrag av Österrikes ambassad att utföra det österrikiska bidraget.
Utmärkande för Brauers bildkonst är de färgglada ytorna, det detaljerade petgörat och införandet av aktuella politiska händelser i bilder med dröm- och sagoliknande atmosfär, varvid ett inflytande från Pieter Bruegel d.ä. gör sig gällande liksom från orientaliskt miniatyrmåleri. Han finns representerad på Phantastenmuseum i Wien.
Arik Brauer var far till sångerskan Timna Brauer, skådespelerskan Ruth Brauer-Kvam och Talja.

## Boktitlar (urval)
- Die Ritter von der Reuthenstopf, barnbok (Betz, München 1986) ISBN 3-219-10366-9
- Arik Brauer, bildverk (Brandstätter, Wien 1998) ISBN 3-85447-810-0
- Die Farben meines Lebens. Erinnerungen (Amalthea, Wien 2006) ISBN 3-85002-562-4

## Skivtitlar (urval)
- Neomi et Arik Bar-Or: Chants d'Israel (disques BAM, Paris, LP, omk. 1960)
- Erich Brauer: Brauers Liedermappe (Galerie Sydow, LP 1968)
- Arik Brauer (Polydor, LP, 1971, återutgiven som CD 1988)
- Alles was Flügel hat fliegt (Polydor, LP, 1973)
- 7 auf einen Streich (LP, 1978)
- Farbtöne (CD, 1989)
- Die Brauers: Adam & Eve (Studio, CD, 1999)